# Tobias Verhaecht
 (février 2023).
Si vous disposez d'ouvrages ou d'articles de référence ou si vous connaissez des sites web de qualité traitant du thème abordé ici, merci de compléter l'article en donnant les références utiles à sa vérifiabilité et en les liant à la section « Notes et références ».
Tobias Verhaecht est un peintre et dessinateur flamand, né en 1561 à Anvers où il est mort en 1631. Il travailla à Anvers (à l’époque dans les Pays-Bas espagnols), mais aussi en Italie à Florence et Rome.

## Biographie
Issu d'une famille de peintres et de marchands d'art réputée à Anvers, il voyagea en Italie, d'abord à Florence puis à Rome où il était peintre de fresques. Il revint ensuite dans sa ville natale où, en 1590-91, il devint Maître au sein des guildes de Saint Luc, ce qui fit de lui un des peintres officiels de l'archiduc Ernest d'Autriche. Il se consacra essentiellement à la peinture de paysage, dans un style est hérité de celui des artistes maniéristes flamands tels que Joachim Patinier ou Joos de Momper.
Il eut parmi ses élèves Pierre Paul Rubens, dont il fut l'un des premiers maîtres entre 1592 et 1594 mais aussi son propre fils, Willem van Haecht.

## Œuvres

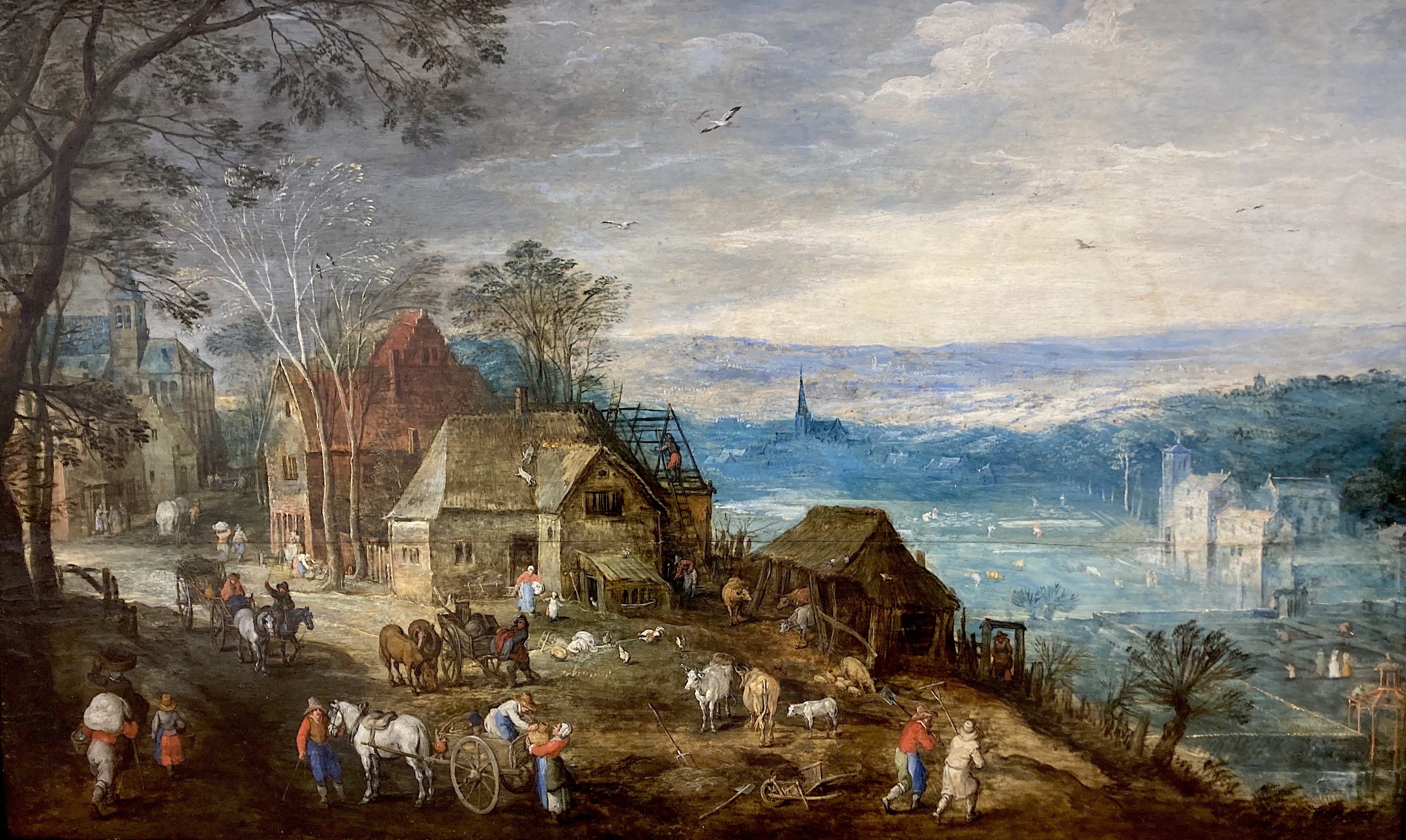
Tobias VERHAECHT (1561-1631) - Paysage

- Paysage aux pèlerins d'Emmaüs, Musée Magnin, Dijon
- La délivrance miraculeuse de l'empereur Maximilien, huile sur bois, Musée du Louvre, Paris
- Le Châtiment de Niobé, huile sur bois, Musée des beaux-arts de Valenciennes
- Le voyage en Égypte, Kunsthalle, Hambourg, Allemagne
- La chute d'Icare, Stadelsches Kunstinstitut, Francfort-sur-le-Main, Allemagne
- Paysage fantastique avec Jonas et la baleine, aquarelle, Kupferstichkabinett, Berlin
- La Tour de Babel, Norwich Castle Museum, huile sur toile, Grande-Bretagne
- Saint-Jean l'évangélisateur à Patmos, huile sur toile, Musée de l'Ermitage, Saint-Pétersbourg, Russie
- Paysage montagneux, Huile sur bois, Collection privée
- Le dessinateur sur une colline surplombant une ville, peinture à l'encre et à la plume, vers 1595, Musée des beaux-arts du Canada
- Paysage, MUBA Musée des Beaux-Arts de Tourcoing

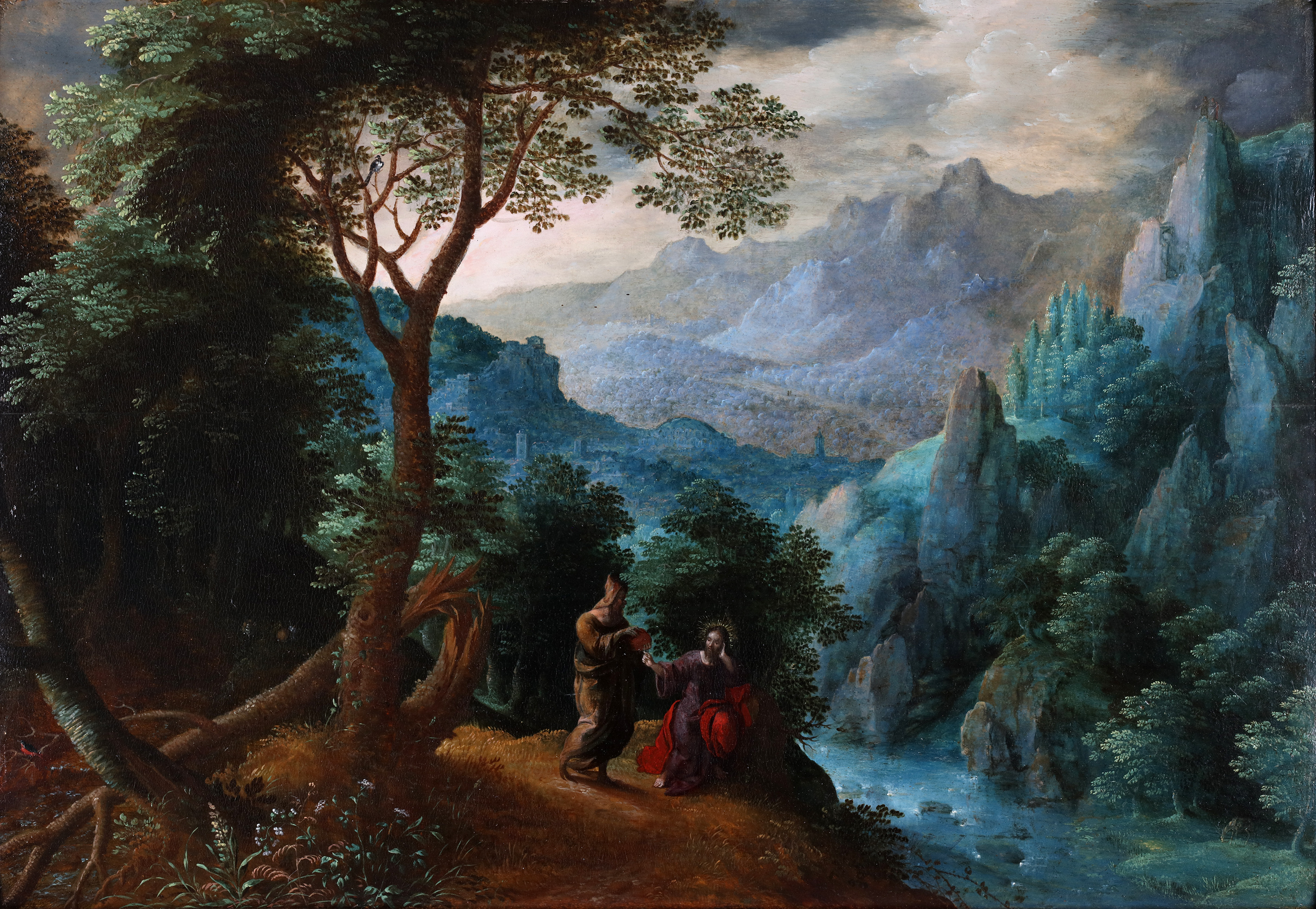
La tentation du Christ (école française).
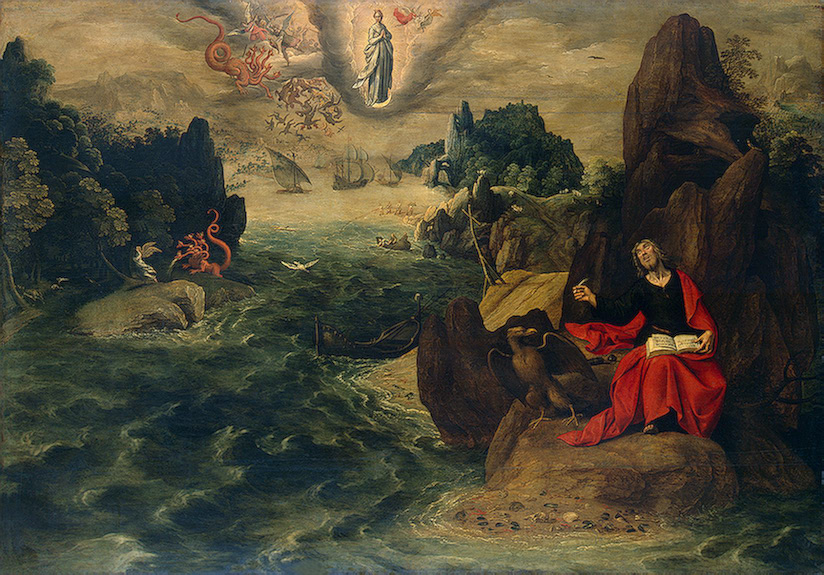
Saint-Jean l'évangélisateur à Patmos, Huile sur toile, 1598.